# 杉原正邦
杉原 正邦（すぎはら まさくに、没年未詳）は、備中国足守藩の家老。足守杉原家第6代当主。
足守藩家老木下利屋の四男で、第5代当主杉原景正の婿養子。幼名は浅之進、通称は勘解由。初めは正征と名乗る。子に杉原正貞。
先代景正が蟄居を命じられたため急遽養子に入ることが決まり、文化5年（1808年）1月22日に家督相続し、300石を給わる。同10年（1813年）1月13日に家老見習、後に家老となった。